# Promachus westermannii
Promachus westermannii là một loài ruồi trong họ Asilidae. Promachus westermannii được Macquart miêu tả năm 1838. Loài này phân bố ở miền Ấn Độ - Mã Lai.